# Frauenstein, Sankt Veit an der Glan
Frauenstein (tiếng Slovene: Ženji Kamen) là một đô thị thuộc huyện Sankt Veit an der Glan trong bang Kärnten trong nước Áo. Đô thị Frauenstein, Sankt Veit an der Glan có diện tích 93,53 km², dân số thời điểm năm 2005 là 3669 người.